# Walkersville
La ville de Walkersville est située dans le comté de Frederick, dans l’État du Maryland, aux États-Unis. Sa population s’élevait à 6 156 habitants lors du recensement de 2020.